# Wahlenbergia rhytidosperma
Wahlenbergia rhytidosperma là loài thực vật có hoa trong họ Hoa chuông. Loài này được Thulin miêu tả khoa học đầu tiên năm 1978.